# Desde aquel beso
 Desde aquel beso (en inglés, You'll Never Get Rich ) es una película musical estadounidense de 1941 dirigida por Sidney Lanfield. Protagonizada por Fred Astaire, Rita Hayworth, Robert Benchley, Cliff Nazarro, con música y letra de Cole Porter. Su título en inglés proviene de una vieja canción del ejército que incluye el estribillo "You'll never get rich / by digging a ditch / you're in the Army".
Fue el primer papel protagonista de Hayworth en una película de gran presupuesto con la Columbia Pictures. Mientras se estaba rodando, la revista Life la puso en portada, incluyendo en páginas interiores una foto suya arrodillada en la cama luciendo un camisón que pronto se convertiría uno de los pósteres más ampliamente difundidos de todos los tiempos. Hayworth, una bailarina con talento y sensualidad de sorprendente belleza y gracia natural, cooperó con entusiasmo en los intensos ensayos de Astaire, y más tarde comentaría: «Las únicas alegrías de mi vida son las películas que hice con Fred Astaire». La película fue un gran éxito de taquilla, convirtiendo a Hayworth en una gran estrella y proporcionando un bienvenido estímulo a Astaire, que sentía que su carrera estaba yendo cuesta abajo tras romper con Ginger Rogers.

## Argumento
Un productor de espectáculos, Martin Cortland, es muy sensible al encanto de sus bailarinas. Para conquistar a una de ellas, Sheila Winthrop, decide ofrecerle un brazalete grabado con su nombre. Pero la mujer del productor descubre el brazalete y le amenaza con el divorcio. Martin pide entonces a su coreógrafo Robert Curtis que declare que el brazalete le pertenece y que está enamorado de Sheila. Robert quiere ofrecer el brazalete a Sheila, pero las cosas se complican cuando descubre que la chica está prometida con un oficial del ejército.

## Reparto
- Fred Astaire: Robert Curtis
- Rita Hayworth: Sheila Winthrop
- Robert Benchley: Martin Cortland
- Frieda Inescort: Julia Cortland
- John Hubbard: Capitán Tom Barton
- Osa Massen: Sonya
- Guinn Williams: Kewpie Blain
- Ann Shoemaker: Sra. Barton
- Martha Tilton: Cantante (The Wedding Cake Walk)
- Lucius Brooks, Leon Buck, Rudolph Hunter, John Porter: The Four Tones (Since I Kissed My Baby Goodbye)

## Premios y distinciones
Premios Óscar
| Año  | Categoría              | Persona        | Resultado |
| ---- | ---------------------- | -------------- | --------- |
| 1942 | Mejor orquestación     | Morris Stoloff | Nominado  |
| 1942 | Mejor canción original | Cole Porter    | Nominado  |